# Evagriosz Pontikosz
Evagriosz Pontikosz, magyarosan Pontoszi Evagriosz, olykor Euagriosz (ógörögül: Εὐάγριος ὁ Ποντικός, latinul: Evagrius Ponticus), (Ibira, 345 – Egyiptom, 399 januárja) görög szerzetes, egyházi író.

## Élete
A pontuszi Ibirában született, és egészen fiatalon csatlakozott Nagy Szent Vazul tanítványi köréhez. Nazianzi Szent Gergely szentelte diakónussá. Rövid ideig szónokként működött Konstantinápolyban, 381-ben pedig Jeruzsálemben tevékenykedett egy origenista csoport tagjaként. (A csoport feje idősebb Melánia volt.) 383-tól 2 évet Nitria, utána Kellia pusztaságában élt és alávetette magát az anachoréták, köztük Egyiptomi Szent Makariosz kemény vezetésének, és rendkívül szigorú vezeklést gyakorolt. Élete utolsó éveiben – origenista nézetei miatt – kegyetlen üldözést kellett elszenvednie. 399-ben hunyt el.

## Művei
Három könyvet alkotó szentenciái egyes megállapítások szerint eléggé homályosak. A tiszta szemlélődés állapotát magyarázva megjelennek nála a hellénista kultúra gondolatai is. A szenvedések leküzédésére ajánlott gyakorlatát mindig értékelte a monasztikus világ. Főképpen a szíriai-mezopotámiai-perzsa szerzetességre gyakorolt mély hatást. Maga Evagriosz tisztában volt olykor szélsőségesnek ható nézetei veszélyével, igyekezett ezért egészen alárendelni magát az evangéliumoknak és a szeretetnek.
Nyugatra Cassianus Szent János közvetítette Evagriosz gondolatait. Evagriosz hatása kétségtelen Lépcsős Szent Jánosra, Hitvalló Szent Maximosza, és a hészükhazmus lelkiségi mozgalmára. Jóllehet, 553-ban hivatalosan elítélték Evagriosz tanait – a szemlélődésről, a Krisztussal való egyesülésről, a szenvedélyek megtisztításáról, Istennek a megtisztult értelem által történő megismeréséről írott szentenciái nyomot hagytak nemcsak a szír, örmény, grúz és arab lelkiségi irodalomban, hanem egész keleten, szinte a buddhizmus határáig.

## Művei magyarul
- Evagriosz Pontikosz a gondolatokról; ford., tan. Baán Izsák; Szt. Mauríciusz Monostor–L'Harmattan, Bakonybél–Bp., 2006 (Lectio divina) ISBN 963 9683 54 X, 152 p.
- Eulogioshoz; ford., bev., jegyz. Bara Péter; Szt. Mauríciusz Monostor–L'Harmattan, Bakonybél–Bp., 2012 (Lectio divina) ISBN 978-963-236-430-8, 82 p.
- A szerzetes. A praktikosz. Száz fejezet a lelki életről; bev., jegyz. Gabriel Bunge, ford. Szabó Ferenc Miklós; Bencés, Pannonhalma, 2014 ISBN 978-963-314-048-2, 332 p.
- A szerzetes. A praktikosz. Száz fejezet a lelki életről; bev., jegyz. Gabriel Bunge, ford. Szabó Ferenc Miklós; 2. jav. kiad.; Pannonhalmi Főapátság–Bencés, Pannonhalma, 2018

## Korabeli források
Alább korabeli források találhatók magyar fordításban Evagriosz Pontikosz életéről:
- Tyrannius Rufinus: Az egyiptomi szerzetesek története (ford. Pataki Elvira), Pázmány Péter Katolikus Egyetem Bölcsészettudományi Kar, Piliscsaba, 2004, ISBN 963 9296 57 0, 122. o.